# Caloptilia obliquatella
Caloptilia obliquatella är en fjärilsart som först beskrevs av Matsumura 1931.  Caloptilia obliquatella ingår i släktet Caloptilia och familjen styltmalar. Inga underarter finns listade i Catalogue of Life.